# Gerhard Hochschild

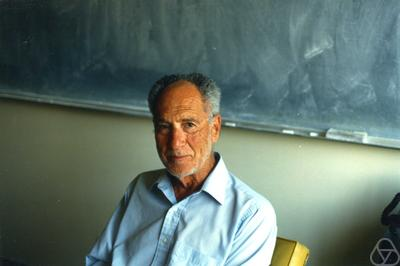
Gerhard Hochschild (1986)

Gerhard Paul Hochschild (* 29. April 1915 in Berlin; † 8. Juli 2010 in El Cerrito, Kalifornien) war ein US-amerikanischer Mathematiker, der sich mit Algebra beschäftigte.

## Leben
Hochschild stammte aus einer jüdischen Familie, besuchte in Berlin das Gymnasium und wurde von seinem Vater, einem Patentanwalt, 1933 mit seinem Bruder aufgrund der Machtübernahme der Nationalsozialisten nach Kapstadt in Sicherheit geschickt. Dort war er gezwungen, sich seinen Lebensunterhalt selbst zu verdienen als Gehilfe eines Photographen (die Photographie blieb auch später sein Hobby). Ab 1934 studierte er Mathematik an der Universität Kapstadt mit dem Bachelorabschluss in Physik und Mathematik 1936 und dem Masterabschluss in Mathematik 1937. Er wurde 1941 an der Princeton University, an der er seit 1938 mit einer Empfehlung seines Lehrers in Südafrika Stanley Skewes studierte, bei Claude Chevalley promoviert (Semisimple Algebras and Generalized Derivations). Durch Chevalley erhielt er auch Einblick in frühe Bourbaki-Manuskripte. Von Chevalley übernahm er damals auch eine Passion für das Spiel Go. Zu seinen Lehrern in Princeton gehörten neben Chevalley Luther P. Eisenhart, John von Neumann, Salomon Bochner und Paul Halmos. Nach seiner Promotion diente er in der US-Armee als Mathematiker bei der Berechnung ballistischer Tabellen im Aberdeen Proving Ground unter Oswald Veblen. Nach dem Krieg war er zunächst Instructor in Princeton, 1946 bis 1948 Benjamin Peirce Instructor an der Harvard University und ab 1948 Assistant Professor und ab 1952 Professor an der University of Illinois at Urbana-Champaign. 1951/52 war er Gastprofessor an der Yale University, 1955/56 an der University of California, Berkeley, und 1956/7 war er am Institute for Advanced Study. 1951 bis 1954 nahm er als Besucher an den Bourbaki Kongressen teil. Ab 1958 war er Professor an der Universität Berkeley, wo er 1982 emeritierte, aber noch bis 1985 Vorlesungen hielt.
Zu seinen Doktoranden zählen Andrzej Bialynicki-Birula, James Ax.
Er war seit 1950 mit der 2005 verstorbenen Mathematikerin Ruth Heinsheimer verheiratet (einer Schülerin von Reinhold Baer), mit der er einen Sohn und eine Tochter hatte.

## Werk
Hochschild arbeitete über Lie-Gruppen, algebraische Gruppen und homologische Algebra. Das nach ihm benannte Konzept der Hochschild-Homologie definiert eine Homologie für Algebren. Es gibt auch eine Hochschild-Kohomologie, die die Deformation von Algebren klassifiziert.  
Er führte Kohomologie in die Klassenkörpertheorie ein (nachdem er zuvor schon kohomologische Methoden in der Theorie der Liegruppen angewandt hatte), zunächst in die lokale Theorie und 1952 Tadashi Nakayama in die globale Theorie, was dann im bekannten Artin-Tate Seminar in Princeton ausgebaut wurde.
Der Satz von Hochschild-Kostant-Rosenberg (HKR), der eine Verbindung der Hochschild-Homologie einer Algebra zu Differentialformen schlug, spielte später eine große Rolle in der nichtkommutativen Geometrie von Alain Connes.

## Ehrungen und Mitgliedschaften
1955 war er Guggenheim Fellow. 1980 erhielt er den Leroy P. Steele Prize der American Mathematical Society. Von 1979 an war er Mitglied der National Academy of Sciences und er war Mitglied der American Academy of Arts and Sciences.

## Schriften
- The structure of Lie groups, Holden-Day, San Francisco 1965
- Introduction to affine algebraic groups, Holden-Day, San Francisco 1971
- Basic theory of algebraic groups and Lie algebras. Springer, Graduate Texts in Mathematics, 1981.
- Perspectives of elementary mathematics. Springer 1983.
- A second introduction to analytic geometry, Holden-Day 1968